# Pierre Fournier (évêque)
Pour les articles homonymes, voir Pierre Fournier et Fournier.
 Pierre Fournier (assassiné le 14 juillet 1575) est un ecclésiastique qui fut évêque de Périgueux de 1561 à 1575.

## Biographie
Pierre Fournier, issu d'une noble famille auvergnate, est chanoine de la Sainte-Chapelle de Paris lorsqu'il est nommé comme évêque de Périgueux. Pendant son épiscopat, la Réforme protestante se développe dans son diocèse et des bandes armées commettent des désordres. L'évêque est capturé et il n'est libéré que contre le paiement d'une forte rançon. 
Ce prélat est victime d'un fait divers sordide. Il est assassiné dans la nuit du 14 juillet 1575 dans son manoir épiscopal de Château-l'Évêque par ses « serviteurs auvergnats » qui l'étranglent, le recouchent dans son lit et s'enfuient avec ses écus. Le roi Henri III désigne dès le 18 juillet François de Bourdeilles pour lui succéder.